# Arallu (musique)
Pour les articles homonymes, voir Arallu.
Arallu est un groupe de black metal israélien, originaire de Jérusalem. Le style de groupe est un mélange de black metal, de metal oriental et quelques inspirations de thrash metal.

## Biographie
Arallu est formé en tant que projet solo par Moti « Butchered » Daniel, bassiste membre de Melechesh. Le premier album, The War on the Wailing Wall, est publié en 2001 et contient une « rapidité hallucinante animée par boîte à rythmes » En 2002, Arallu publie leur deuxième album Satanic War in Jerusalem. Nir Nakav du groupe Salem s'occupe de la batterie et Daniel des autres instruments et du chant. L'album contient une reprise de la chanson Evil Has No Boundaries de Slayer. Daniel recrute de nouveaux membres après la publication de l'album et d'un DVD, Visual Chaos Invasion, l'année suivante. En septembre 2003, le frère de Daniele est enlevé, et une demande de rançon leur ai faite par la guérilla colombienne Ejército de Liberación Nacional. Daniel est libéré sain-et-sauf après négociations.
L'année 2005 assiste à la publication du troisième album d'Arallun The Demon From The Ancient World, qui fait participer des groupes et artistes israéliens comme Zeev Tananboim de Salem. Daniel retourne la pareille avec sa participation à l'album à succès Strings Attached de Salem.
En septembre 2007, Arallu ouvre un concert de Mayhem à Tel Aviv. Leur quatrième album, Desert Battles - Descending to the Sands, est publié en 2009. La performance de leur tournée en promotion de l'album est effectuée en 2010 et enregistrée pour leur second DVD The Ultimate War.
Le 28 août 2009, le groupe ouvre pour Behemoth au Barby club de Tel Aviv. En octobre 2012, le groupe effectue sa seconde tournée européenne, avec 5 dates entre le 19 et le 28 octobre en Autriche, en Suisse et en Hongrie.

## Membres

### Membres actuels
- Moti « Butchered » Daniel - chant, basse (depuis 1997), programmation (1997-2001), guitare (1997-2003)
- Gal « Pixel » Cohen - guitare, chœurs (depuis 2007)
- Omri Yagen - guitare (depuis 2014)
- Assaf Kassimov - batterie, percussions (depuis 2014)

### Anciens membres
- Yonatan Dushnitzki - batterie, percussions (2003–2014)
- Sergei « Metalheart » Nemichenitser - guitare (2010–2013)
- Yossi Darmon - guitare (2004–2010)
- Avi Caspi - guitare (1999–2007)
- Alex Schuster - guitare (2003–2004)
- Ben Fisher - batterie, percussions (2001–2003)
- Yaniv Zada - instruments de percussions, instruments à vent (2006–2010)

## Discographie

### Albums studio
- 1999 : The War on the Wailing Wall
- 2002 : Satanic War in Jerusalem
- 2005 : The Demon from the Ancient World
- 2009 : Desert Battles - Descending to the Sands
- 2009 : The War On The Wailing wall (réédition)
- 2011 : Satanic War In Jerusalem 666 (At War Against God) (réédition)
- 2015 : Geniewar

### EPs
- 2001 : At War against God
- 2009 : Magen Jerusalem 7

### DVD
- 2003 : Visual Chaos Invasion
- 2010 : The Ultimate War